# Catocala intacta
Catocala intacta là một loài bướm đêm thuộc họ Erebidae. Nó được tìm thấy ở Nhật Bản và Đài Loan.
Sải cánh dài 58–60 mm.

## Phụ loài
- Catocala intacta intacta
- Catocala intacta taiwana (Taiwan)